# 古賀進
古賀 進（こが すすむ、1906年2月21日 - 1996年9月22日）は、日本の経営者。住友セメント(現在の住友大阪セメント)社長、会長を務めた福岡県出身。

## 経歴
1930年に九州帝国大学工学部採鉱学科を卒業し、同年に住友石炭鉱業に入社。1950年3月に取締役に就任し、1956年3月に常務、1960年8月に専務を経て、1963年5月に磐城セメント(のちの住友セメント)副社長に就任し、1970年4月には社長に昇格。1974年5月に会長、1978年6月に取締役相談役を経て、1980年6月に相談役に就任。
1996年9月22日脳梗塞のために死去。90歳没。